# Plinia sebastianopolitana
Plinia sebastianopolitana là một loài thực vật có hoa trong Họ Đào kim nương. Loài này được G.M.Barroso miêu tả khoa học đầu tiên năm 1994.